# Округ Пони (Небраска)
Округ Пони (енгл. Pawnee County) је округ у америчкој савезној држави Небраска.

## Демографија
По попису из 2010. године број становника је 2.773, што је 314 (-10,2%) становника мање него 2000. године.
| Група             | 2000.         | 2010.         |
| Белци             | 3.042 (98,5%) | 2.683 (96,8%) |
| Афроамериканци    | 0 (0,0%)      | 9 (0,3%)      |
| Азијати           | 8 (0,3%)      | 8 (0,3%)      |
| Хиспаноамериканци | 21 (0,7%)     | 35 (1,3%)     |
| Укупно            | 3.087         | 2.773         |